# ريتشارد ر. تايلور
ريتشارد ر. تايلور (بالإنجليزية: Richard R. Taylor)‏ هو طبيب عسكري أمريكي، ولد في 21 نوفمبر 1922 في برايريبيرغ في الولايات المتحدة، وتوفي في 8 نوفمبر 1978 في مقاطعة أرلنغتون في الولايات المتحدة.